# Бої за станцію Крижопіль (1920)
Бої за станцію Крижопіль (2—3 травня 1920 року) — частина останнього епізоду Першого зимового походу з прориву Армії УНР на з'єднання з польсько-українським фронтом. Просунувшись із району Піщана — Ольгопіль до району Тульчин — Вапнярка, армія генерала Омеляновича-Павленка вела бої з радянськими військами за форсування залізниці Жмеринка — Бірзула та прорив більшовицького фронту. План форсування залізниці полягав у тому, щоб, зайнявши Тульчин, захопити станцію Вапнярка і відтинок залізниці до станцій Журавлівка та Крижопіль включно, зруйнувати колію та вирушити на захід.
30 квітня 1920 року Волинська дивізія Армії УНР дістала наказ отамана Омеляновича-Павленка атакувати в ніч на 2 травня станцію Крижопіль і, тримаючи її, забезпечувати операцію армії з півдня до переходу армії за залізницю Жмеринка — Бірзула. Згідно з рапортом командування Волинської дивізії, волинці вели бій за станцію Крижопіль починаючи з 4 години 2 травня, цілу ніч із 2 на З травня, що закінчився лише після 12 години 3 травня, і тримали станцію понад добу. У спогадах начальника штабу Запорозької дивізії Михайла Крата також зазначається про участь у взятті станції Крижопіль частин Запорозької дивізії 3 травня.
У ніч на 4 травня Армія УНР перейшла за залізницю Вапнярка — Бірзула, увійшовши в центр ворожого розташування 14-ї армії РСЧА. За висновком Олександра Доценка, ад'ютанта головного отамана Симона Петлюри, рух армії УНР на Тульчин — Крижопіль — Вапнярку на початку травня перешкодив більшовикам зробити належне перегрупування й реорганізацію війська та тим самим значною мірою полегшив заняття польським військом Києва. За радянською версією подій, сили 41-ї стрілецької дивізії РСЧА за підтримки бронепотяга 4 травня вибили «банди Тютюнника» (так у радянських джерелах називалася Дієва армія УНР) зі станції Крижопіль, рештки яких опинилися західніше залізниці, де їх начебто порубала кіннота Котовського.

## Передумови
За донесеннями агентів військ УНР, на початок березня 1920 року район Ольгополя, Крижополя і Балти займали галицькі частини; ворожих військ не було. 25 квітня галицьким частинам, що хотіли захопити Вапнярський та Жмеринський вузли, не вдалося реалізувати план: частину галичан на Вапнярці й Крижополі більшовики обеззброїли, а решта відійшла в бік Томашполя, де з'єдналася з фронтом головного отамана. Для ліквідації повстання галичан комуністи підвезли з боку Жмеринки 3 ешелони війська і вислали з Тульчина два піших полки кількістю 500 чоловік. Частина цього війська залишилася у Вапнярці та Крижополі, а решта вирушила за галичанами й, за відомостями, тримала Комаргород і Антопіль.
В останніх днях квітня 1920 року Армія УНР у команді генерала Михайла Омеляновича-Павленка посувалася з району Піщана — Ольгопіль до району Тульчин — Вапнярка. 30 квітня вона зосередилася в районі Тростянця, й тоді ж, після наради у штабі армії, було вирішено прориватися на з'єднання з польсько-українським фронтом: Запорозькій дивізії — в районі Тульчина, Київській — у районі станції Вапнярка і Волинській — у районі станції Крижопіль. Галицьку кінну бригаду отамана Шепаровича було призначено в армійський резерв.
За відомостями на 30 квітня, на станції Вапнярка знаходився штаб 45-ї дивізії РСЧА, два бронепотяги й до десятка ешелонів, а навколо Вапнярки — пости з кулеметами. Третій бронепотяг відійшов у бік Крижополя. Села Шорапанівка — Княжево — Крижопіль — Вербівка не були зайняті ворогом. У Тульчині стояв польовий штаб 14-ї армії РСЧА і штаб 60-ї дивізії з незначною кількістю військ, головним чином нерегулярних. На станції Журавлівка в лісі стояв штаб невиявленої дивізії РСЧА.

## Планування

### Завдання
30 квітня отаман Омелянович-Павленко в наказі по військах Армії УНР визначив завдання армії: забезпечивши себе заняттям Тульчина, захопити станцію Вапнярка й залізницю до Журавлівки і Крижополя (обидві залізниці включно) та, зруйнувавши залізницю, перекинутися через залізницю Жмеринка — Бірзула й зосередитися для подальших операцій з допомоги фронту головного отамана (в районі сіл Вапнярка — Паланка — Жолоби — Комаргород — Савчине — Антопіль — Колоденка — Однівка), маючи на увазі близьке сполучення з польсько-українським фронтом. Було визначено, що Запорізька дивізія буде атакувати Тульчин, Київська — Вапнярку, а Волинська — станцію Крижопіль. Так Волинській дивізії під командою отамана Загродського було наказано 1 травня перейти в Жабокрич і там зосередитися, а в ніч на 2 травня о 4 годині атакувати станцію Крижопіль і, тримаючи її, забезпечувати операцію армії з півдня, а по переході армії за залізницю Жмеринка — Бірзула зосередитися в районі Марківка — Антопіль — Савчине.

### План операції
Для виконання поставленого завдання командування Волинської дивізії 1 травня наказало:
- 1 травня о 14 годині всім бойовим частинам із бойовими обозами стати на марш і перейти в Жабокрич;
- 2 травня між 2 і 3 годинами підірвати обидві колії на північ та на південь від Крижополя не менш як на 7 верст;
- 2 травня о 4 годині, після заняття вихідного положення на захід від Жабокрича, вести наступ піхотою: полку Мазепи — маючи частину кінноти на правому крилі, 4-му полку — маючи свою кінноту на лівому крилі.

Розпізнавальним знаком для частин Волинської дивізії було визначено зелену гилячку в шапці.

### Підготовча робота
Агентурою було виявлено, що на станції Крижопіль стояли 2 бронепотяги, гармати, як на платформах, так і на позиції в бік Жабокрича, і відділ піхоти до 200 чоловік при кулеметах. Крім того, через станцію кожен день проходило багато ешелонів у бік Бірзули й були відомості, що ворог зайняв ліс, що на південному сході від станції Крижопіль. Для полегшення операції 30 квітня було зроблено демонстрацію кінними відділами Волинської дивізії на станції Крижопіль, Рудницю і Городище. Особливо успішною була демонстрація проти станції Рудниця, котра після короткого бою була зайнята відділом 4-го полку. Ворог утратив до 20 забитими й до 60 пораненими. По цій операції український відділ одразу відійшов, а станцію зайняв визваний із Крижополя більшовицький бронепотяг. 1 травня частини Волинської дивізії перейшли в Жабокрич для подальшого наступу на станцію Крижопіль.

## Перебіг боїв

### Українські джерела

#### Рапорт
Згідно з рапортом командування Волинської дивізії (отамана Загродського та начальника штабу сотника Волосевича) командарму військ УНР від 14 травня 1920 року, волинці вели бій за станцію Крижопіль, починаючи із 4 години 2 травня, цілу ніч із 2 на З травня, що закінчився лише після 12 години З травня, і примушені були тримати станцію у своїх руках понад добу:

#### Спогади
У спогадах начальника штабу Запорозької дивізії Михайла Крата, що частково спираються на оповідання підполковника Андріана Марущенка-Богданівського, також згадується бій за станцію Крижопіль, з деякими відмінностями та доповненнями: зокрема, зазначається, що перше захоплення Волинською дивізією станції Крижопіль (із 2 гарматами та великою здобиччю) 2 травня відбулося о 24 годині, чому передували бій із броньовиками від 4-ї до 12-ї години та гарматний бій з 12-ї до 18-ї години. Також відзначається, що 3 травня контроль над станцією Крижопіль було повернуто силами Волинської дивізії спільно із частинами Запорозької дивізії, що рушили вслід за броньовиками з лісу на південний схід від м. Княжопіль до станції Крижопіль.

### Радянські джерела
В оперативному зведенні штабу Південно-Західного фронту РСЧА про становище на фронті 3 травня 1920 року повідомлялося про заняття станції Крижопіль «бандами Тютюнника», як у радянських джерелах називалася Дієва армія УНР:

## Результат

### Українські джерела
Як свідчать українські джерела, Волинська дивізія захопила станцію Крижопіль із великим військовим майном і утримувала її до переходу всієї армії через залізничну колію. У ніч на 4 травня Армія УНР перейшла за залізницю Вапнярка — Бірзула та скупчилась у районі сіл М'ястківка — Савчине — Томашпіль, увійшовши в центр ворожого розташування 14-ї армії РСЧА. За висновком Олександра Доценка, ад'ютанта головного отамана Симона Петлюри, рух армії УНР на Тульчин — Крижопіль — Вапнярку на початку травня перешкодив більшовикам зробити належне перегрупування і по змозі реорганізувати своє військо та змінити тактику й тим самим полегшив значною мірою заняття польським військом Києва. Водночас виконанню армією УНР завдання значною мірою допомогла операція поляків із взяття Козятина 27 квітня.

### Радянські джерела
У зведенні 14-ї армії РСЧА зазначалось, що наприкінці доби 6 травня були отримані подробиці бою 4 травня поблизу станції Крижопіль, згідно з якими 121-ша бригада 41-ї стрілецької дивізії за підтримки бронепотяга вибила «банди Тютюнника» зі станції, рештки яких тепер опинилися західніше залізниці (а не східніше, як зазначалося у спогадах ветеранів 45-ї дивізії), і де їх начебто порубала кіннота Котовського. «Бандами Тютюнника» у радянських джерелах традиційно називалася Дієва армія УНР. Так у радянських джерелах перемога над «бандами Тютюнника» приписувалась одразу трьома радянськими дивізіями: 41-ю — у бою за станцію Крижопіль, 45-ю — у бою за станцію Вапнярка та 60-ю — у бою під М'ястківкою. У радянській «Історії міст і сіл Української РСР» 1972 року видання вказувалось, що розгром «банди Тютюнника» в районі Крижополя частинами РСЧА було завершено 15 травня 1920 року.

## Питання взяття станції Вапнярка
Наказом отамана Омеляновича-Павленка від 30 квітня, що містив план операції на 2 травня, паралельно із взяттям станції Крижопіль о 4 годині силами Волинської дивізії також передбачалося взяття станції Вапнярка о 5 годині силами Київської дивізії. Водночас у рапорті командування Волинської дивізії від 14 травня 1920 року вказувалося на несвоєчасне взяття станції Вапнярка:
Олександр Доценко у своїй праці «Зимовий похід» 1935 року підтверджує успішне виконання завдання із взяття станції Крижопіль Волинською дивізією та несвоєчасне зайняття станції Вапнярка Київською дивізією, вказуючи, однак, на переважаючі останню сили та на відмінну хронологію подій 3 травня: